# Önem Pişkin
Önem Pişkin (Smirne, 13 febbraio 1986) è un attore turco.

## Biografia
Önem Pişkin è nato il 13 febbraio 1986 a Smirne (Turchia), fin da piccolo ha mostrato un'inclinazione per la recitazione.

## Carriera
Önem Pişkin nel 2016 ha recitato nella serie Görevimiz Komedi. L'anno successivo, nel 2017 ha ricoperto il ruolo di Rasid Arkadas Riza nel film Katre diretto da Berkay Berkman. Nel 2018 ha interpretato il ruolo di Vartolu Benzer nella serie Çukur. L'anno successivo, nel 2019, ha recitato nella serie Come sorelle (Sevgili Geçmiş) insieme agli attori Melis Sezen, Burak Yamantürk e Arben Akış. Nello stesso anno ha ricoperto il ruolo di Yılmaz nel film Ecinni: Tilsimli Mezar diretto da Mehmet Saglam. Nel 2020 ha recitato nelle serie Kirmizi Oda  e in Sol Yanim (nel ruolo di Hirsiz 2). Nel 2021 ha interpretato il ruolo di Halit nel film Azubel diretto da Fatih Gulaydin. Nello stesso anno ha recitato nella serie Içimizden Biri.

## Filmografia

### Cinema
- Katre, regia di Berkay Berkman (2017)
- Ecinni: Tilsimli Mezar, regia di Mehmet Saglam (2019)
- Azubel, regia di Fatih Gulaydin (2021)

### Televisione
- Görevimiz Komedi – serie TV (2016)
- Çukur – serie TV (2018)
- Come sorelle (Sevgili Geçmiş) – serie TV (2019)
- Kirmizi Oda – serie TV (2020)
- Sol Yanim – serie TV (2020)
- Içimizden Biri – serie TV (2021)